# Leptodesmus foetidus
Leptodesmus foetidus är en mångfotingart som först beskrevs av Carl Graf Attems 1931.  Leptodesmus foetidus ingår i släktet Leptodesmus och familjen Chelodesmidae. Inga underarter finns listade i Catalogue of Life.